# Australische Cricket-Nationalmannschaft in Südafrika in der Saison 1966/67
Die Tour der australischen Cricket-Nationalmannschaft nach Südafrika in der Saison 1966/67 fand vom 23. Dezember 1966 bis zum 28. Februar 1967 statt. Die internationale Cricket-Tour war Bestandteil der Internationalen Cricket-Saison 1966/67 und umfasste fünf Tests. Südafrika gewann die Serie 3–1.

## Vorgeschichte
Für beide Mannschaften war es die erste Tour der Saison.
Das letzte Aufeinandertreffen der beiden Mannschaften bei einer Tour fand in der Saison 1963/64 in Australien statt.

## Stadien
Die folgenden Stadien wurden für die Tour als Austragungsort vorgesehen.
| Stadion                  | Stadt          | Kapazität | Spiele       |
| ------------------------ | -------------- | --------- | ------------ |
| Sahara Stadium Kingsmead | Durban         | 25.000    | 3. Test      |
| Wanderers Stadium        | Johannesburg   | 34.000    | 1. & 4. Test |
| Newlands Cricket Ground  | Kapstadt       | 25.000    | 2. Test      |
| Sahara Oval St George’s  | Port Elizabeth | 19.000    | 5. Test      |

## Kaderlisten
Die Mannschaften benannten die folgenden Kader.
| Test | Test |
| Südafrika | Australien |
| --- | --- |
| - Peter van der Merwe (K) - Ali Bacher - Eddie Barlow - Colin Bland - Richard Dumbrill - Trevor Goddard - Tiger Lance - Denis Lindsay (wk) - Atholl McKinnon - David Pithey - Graeme Pollock - Peter Pollock - Mike Procter - Pat Trimborn - Jackie du Preez | - Bob Simpson (K) - Ian Chappell - Bob Cowper - Neil Hawke - Bill Lawry - Johnny Martin - Graham McKenzie - Ian Redpath - David Renneberg - Keith Stackpole - Brian Taber (wk) - Tom Veivers - Graeme Watson |

## Tests

### Erster Test in Johannesburg
| 23. – 28. Dezember Scorecard | Johannesburg | Südafrika 199 (66.5) & 620 (177.3) | – | Australien 325 (130.2) & 261 (117.5) |
|                              |              | Südafrika gewinnt mit 233 Runs     |   |                                      |

Südafrika gewann den Münzwurf und entschied sich als Schlagmannschaft zu beginnen.

### Zweiter Test in Kapstadt
| 31. Dezember – 5. Januar Scorecard | Kapstadt | Australien 542 (188.3) & 180-4 (65.1) | – | Südafrika 353 (127.1) & 367 (166.3) (f/o) |
|                                    |          | Australien gewinnt mit 6 Wickets      |   |                                           |

Australien gewann den Münzwurf und entschied sich als Schlagmannschaft zu beginnen.

### Dritter Test in Durban
| 20. – 25. Januar Scorecard | Durban | Südafrika 300 (111) & 185-2 (75) | – | Australien 147 (69) & 334 (160.1) (f/o) |
|                            |        | Südafrika gewinnt mit 8 Wickets  |   |                                         |

Australien gewann den Münzwurf und entschied sich als Feldmannschaft zu beginnen.

### Vierter Test in Johannesburg
| 3. – 8. Februar Scorecard | Johannesburg | Australien 143 (70.1) & 148-8 (78.3) | – | Südafrika 332-9d (105) |
|                           |              | Remis                                |   |                        |

Australien gewann den Münzwurf und entschied sich als Schlagmannschaft zu beginnen.

### Fünfter Test in Port Elizabeth
| 24. – 28. Februar Scorecard | Port Elizabeth | Australien 173 (74.1) & 278 (105.1) | – | Südafrika 276 (116.3) & 179-3 (61.1) |
|                             |                | Südafrika gewinnt mit 7 Wickets     |   |                                      |

Südafrika gewann den Münzwurf und entschied sich als Feldmannschaft zu beginnen.